# Prosauropoda
Infra-ordre
Familles de rang inférieur
- Anchisauridae
- Blikanasauridae
- Massospondylidae
- Melanorosauridae
- Plateosauridae
- Riojasauridae
- Thecodontosauridae
- Yunnanosauridae

Prosauropoda, les prosauropodes, sont un infra-ordre de dinosaures saurischiens paraphylétique, donc rejeté par les cladistes, regroupant les familles primitives appartenant au sous-ordre des sauropodomorphes :
- famille des anchisauridés : bipèdes-quadrupèdes primitifs (Amérique du Nord), mesuraient 2,50 m ;
- famille des mélanorosauridés : premiers dinosaures géants, jusqu'à 12 m de long. Répandus sur tous les continents ;
- famille des platéosauridés : voir Plateosaurus ;
- famille des thécodontosauridés : bipèdes primitifs (Europe) ;
- famille des yunnanosauridés : avec Yunnanosaurus (Chine), mesurait 7 mètres.

Les prosauropodes étaient herbivores. Ils ont vécu entre le Trias et le début du Jurassique, et ont été ensuite remplacés par les sauropodes, gigantesques herbivores quadrupèdes.
Actuellement des fossiles malgaches de prosauropodes sont les plus anciens fossiles de dinosaures connus.